# ميتش هيلدبرانت
ميتش هيلدبرانت (بالإنجليزية: Mitch Hildebrandt) هو لاعب كرة قدم أمريكي، ولد في 12 نوفمبر 1988 في ليفونيا في الولايات المتحدة. لعب مع أتلانتا يونايتد واتلانتا يونايتد 2.

## وصلات خارجية
- ميتش هيلدبرانت على موقع الدوري الأمريكي (الإنجليزية)
- ميتش هيلدبرانت على موقع إي إس بي إن إف سي (الإنجليزية)
- ميتش هيلدبرانت على موقع قاعدة بيانات كرة القدم.إي يو (الإنجليزية)
- ميتش هيلدبرانت على موقع Soccerway.com (الإنجليزية)
- ميتش هيلدبرانت على موقع عالم كرة القدم.نت (الإنجليزية)